# Ланцо-Торинезе
Ланцо-Торинезе (італ. Lanzo Torinese, п'єм. Lans) — муніципалітет в Італії, у регіоні П'ємонт, метрополійне місто Турин.
Ланцо-Торинезе розташоване на відстані близько 550 км на північний захід від Рима, 28 км на північний захід від Турина.
Населення — 5104 особи (2014).
Щорічний фестиваль відбувається 1 серпня. Покровитель — святий Петро in Vincoli.

## Демографія
Населення за роками:

Станом на 1 січня 2023 року в муніципалітеті офіційно проживало 356 іноземців з 42 країн, серед них 175 громадян країн Євросоюзу та 4 громадяни України.

## Сусідні муніципалітети
- Баланджеро
- Кафассе
- Коассоло-Торинезе
- Джерманьяно
- Монастеро-ді-Ланцо
- Пессінетто